# Рамлінсбург
Рамлінсбург (нім. Ramlinsburg) — громада  в Швейцарії в кантоні Базель-Ланд, округ Лісталь.

## Географія
Громада розташована на відстані близько 65 км на північний схід від Берна, 5 км на південний схід від Лісталя.
Рамлінсбург має площу 2,3 км², з яких на 12,8% дозволяється будівництво (житлове та будівництво доріг), 40,7% використовуються в сільськогосподарських цілях, 46,5% зайнято лісами, 0% не є продуктивними (річки, льодовики або гори).

## Демографія
2019 року в громаді мешкало 708 осіб (+2,9% порівняно з 2010 роком), іноземців було 11,4%. Густота населення становила 315 осіб/км².
За віковим діапазоном населення розподілялося таким чином: 18,1% — особи молодші 20 років, 63,3% — особи у віці 20—64 років, 18,6% — особи у віці 65 років та старші. Було 295 помешкань (у середньому 2,4 особи в помешканні).